# Sockerlönn

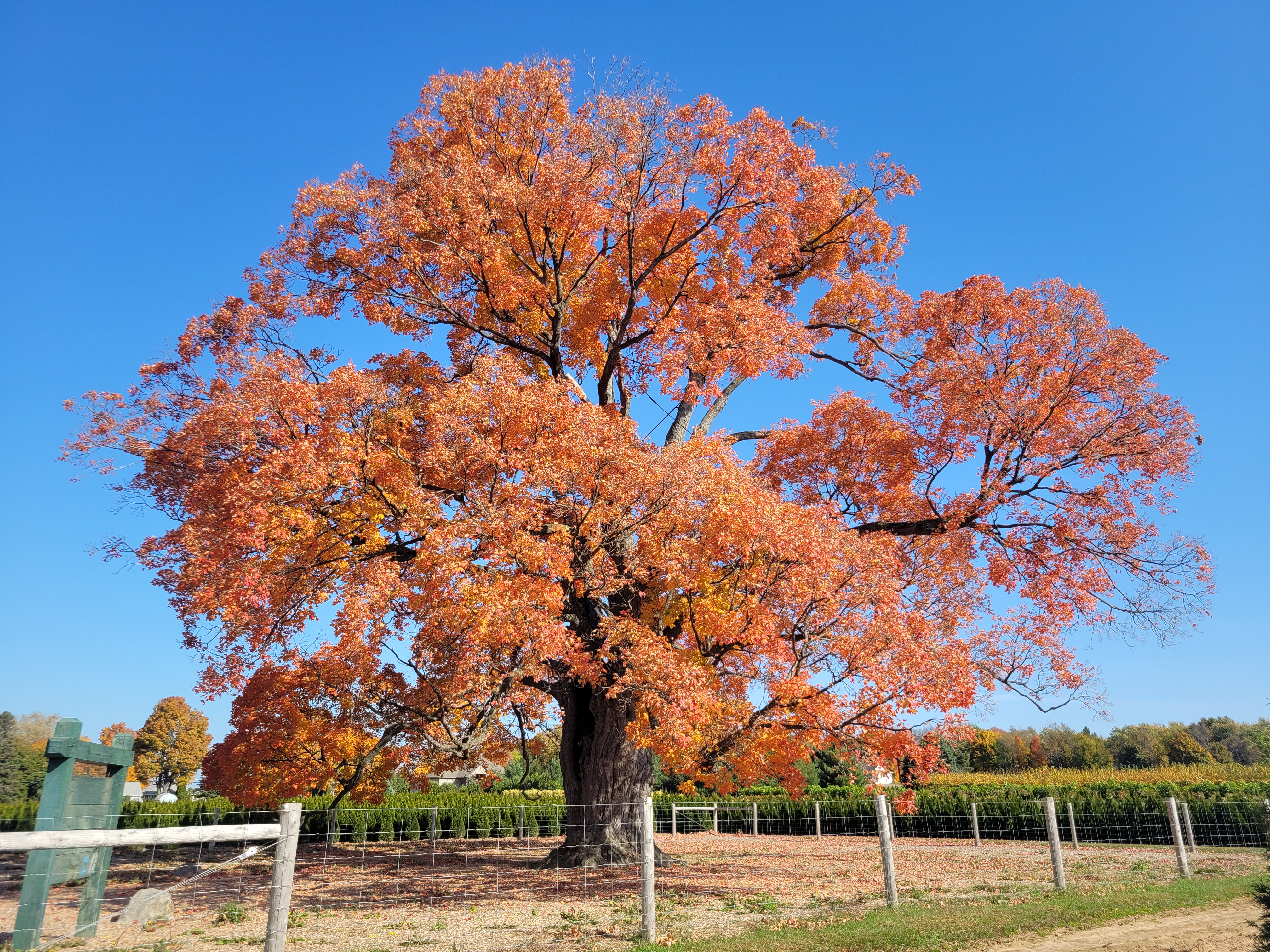
Sockerlönn, Pelham, Ontario

Sockerlönn (Acer saccharum) är en art i familjen kinesträdsväxter från Nordamerika. Det är den här arten vars sav man oftast gör lönnsirap av.

## Utseende
Enstaka exemplar har nått en höjd av 45 meter. Mer normal sluthöjd varierar mellan 25 och 35 meter. I Blekinge skärgård, utanför Ronneby, finns en lönn med en stamdiameter på ungefär 60 cm, och som tros vara den största i Sverige.
Trädet har en odelad stam och grenarna förekommer parvis, en på varje sida. Exemplar som lever i skogar mister de lägre grenarna. Fristående sockerlönn har en oval krona med de lägre grenarna böjda uppåt. Även bladen förekommer parvis vid kvistarna. De har oftast fem flikar (fingrar) som är utrustade med en eller flera spetsar. Bladens undersida är ljusare grön till vitaktig.

## Utbredning
Utbredningsområdet sträcker sig från sydöstligaste Manitoba och Gaspéhalvön (båda Kanada) söderut till södra Missouri, södra Tennessee och Virginia. Arten hittas i kulliga områden och i bergstrakter mellan 500 och 1700 meter över havet. Sockerlönn är en framträdande art i lövfällande skogar eller blandskogar. Trädet föredrar regioner med ett tjockt och ganska fuktigt jordskikt men den saknas där marken tidvis översvämmas. Sockerlönn kan växa i klippiga och ganska torra landskap. Den kan uthärda skogsbränder.

## Ekologi

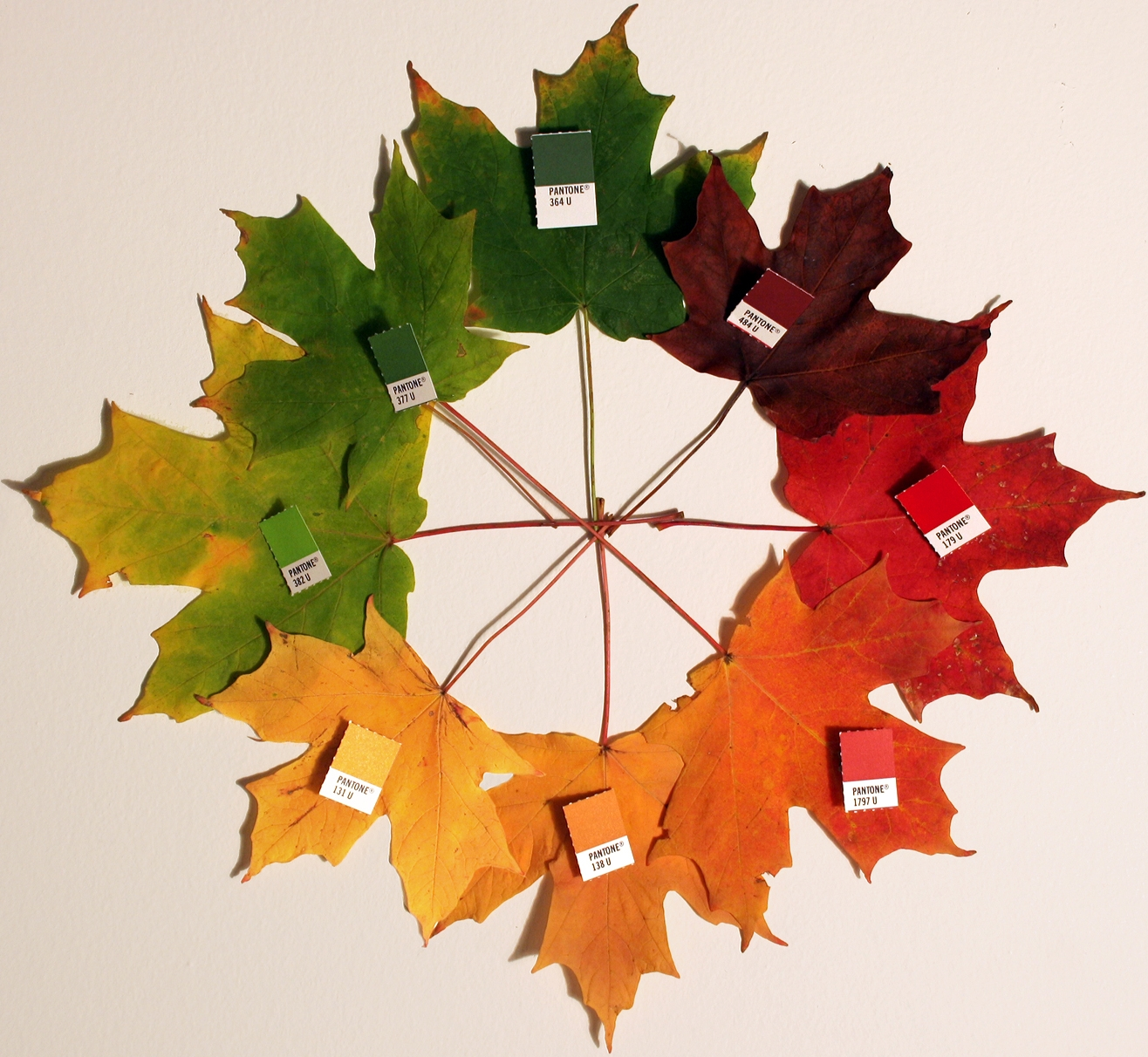
Bladens färgvariationer. Under sommaren är lövet grönt (högst upp i bilden) medan det under hösten skiftar i färger (motsols i bilden).

Exemplar kan utveckla frön efter 30 till 40 år och har under 5 år förmåga att gro. De flesta frön gror under loppet av ett år. Enstaka sockerlönn kan leva 500 år. Hybrider med andra släktmedlemmar som Acer barbatum, Acer leucoderme och Acer nigrum är dokumenterade.
Artens kvistar, växtskott och frön utgör föda åt amerikansk älg, andra hjortdjur, snöskohare och nära besläktade hardjur samt ekorrar.
Artens gröna blad blir under hösten gula, orange eller mörkröda och de är en viktig faktor för de typiska höstfärgerna i nordamerikanska skogar. Frukten har liksom hos andra lönnar två vingar.

## Som symbol
Sockerlönnens löv är symbol för Kanada och finns på landets flagga.[källa behövs] På landets tjugodollarsedlar finns däremot lövet av den eurasiska  skogslönnen,[källa behövs] en invasiv art i Nordamerika[källa behövs].

## Status
Sockerlönnen trä används för möbler och trägolv. Trädet planteras för att smycka stadsparker och gator.
Sockerlönn används även vid tillverkningen av lagringsfat för det amerikanska whiskeymärket Jack Daniel's.
Sockerlönn används även till att tillverka biljardköer eftersom det är ett mycket hårt och kompakt träslag. 
Sockerlönn kan inte uthärda vägsalt och den är känslig för samhällens förbränningsgaser.
Larver av den introducerade asiatiska långhorningen och av andra insekter lever som parasiter på sockerlönn. Särskilt känsliga är exemplar i samhällen. En annan orsak för beståndets minskning är antagligen surt regn. Allmänt är arten inte sällsynt och den listas av IUCN som livskraftig (LC).